# Howard Masur

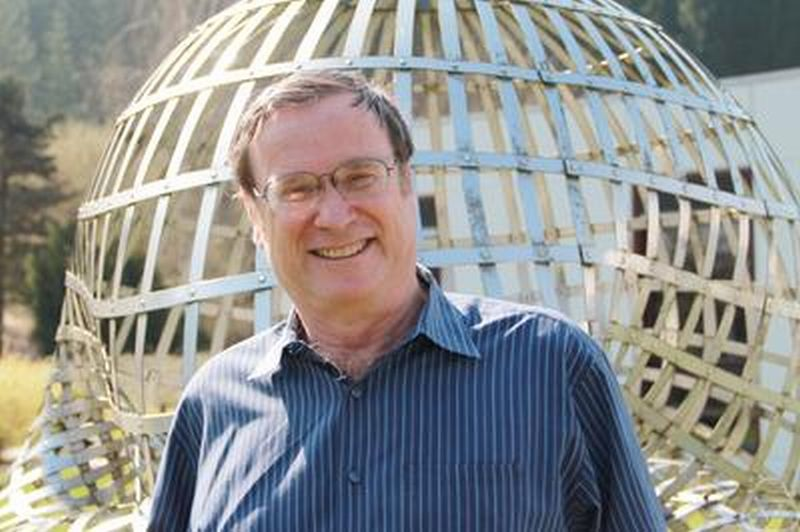
Howard Masur (Oberwolfach 2014)

Howard A. Masur (* 1949) ist ein US-amerikanischer Mathematiker, der sich mit der Geometrie und Dynamik von Teichmüller-Räumen, niedrigdimensionaler Topologie und kombinatorischer Gruppentheorie befasst.

## Leben
Masur wurde 1974 an der University of Minnesota-Minneapolis bei Albert Marden promoviert (The curvature of Teichmuller space). Er war Professor an der University of Illinois at Chicago und ist Professor an der University of Chicago. Unter anderem publizierte er mit Yair Minsky, Benson Farb, Alex Eskin, Jeffrey Brock und Anton Zorich. 1980 erhielt er ein Forschungsstipendium der Alfred P. Sloan Foundation (Sloan Research Fellowship).
Sein Beweis der Gromov-Hyperbolizität des Kurvenkomplexes mit Yair Minsky war ein wichtiger Baustein im Beweis von Thurstons Ending Lamination Conjecture.
Er ist Fellow der American Mathematical Society. Er war Invited Speaker auf dem Internationalen Mathematikerkongress 1994 in Zürich (Teichmüller space, dynamics and probability).

## Schriften
- On a Class of Geodesics in Teichmuller Space. In: The Annals of Mathematics. 102, Nr. 2, 1975, S. 205–221, doi:10.2307/1971031.
- The extension of the Weil-Petersson metric to the boundary of Teichmuller space. In: Duke Mathematical Journal. 43, Nr. 3, 1976, S. 623–635, doi:10.1215/S0012-7094-76-04350-7.
- The Jenkins Strebel differentials with one cylinder are dense. In: Commentarii Mathematici Helvetici. 54, Nr. 1, 1979, S. 179–184, doi:10.1007/BF02566266.
- mit Steven Kerckhoff, John Smillie: Ergodicity of Billiard Flows and Quadratic Differentials. In: The Annals of Mathematics. 124, Nr. 2, 1986, S. 293–311, doi:10.2307/1971280.
- mit John Hubbard: Quadratic differentials and foliations. In: Acta Mathematica. 142, Nr. 1, 1979, S. 221–274, doi:10.1007/BF02395062.
- mit Yair N. Minsky: Geometry of the complex of curves I: Hyperbolicity. In: Inventiones mathematicae. 138, Nr. 1, 1999, S. 103–149, doi:10.1007/s002220050343.
- mit Alex Eskin, Anton Zorich: Moduli spaces of Abelian differentials: The principal boundary, counting problems, and the Siegel–Veech constants. In: Publications Mathématiques de l’Institut des Hautes Études Scientifiques. 97, Nr. 1, 2003, S. 61–179, doi:10.1007/s10240-003-0015-1.
- mit Alex Eskin, Martin Schmoll: Billiards in rectangles with barriers. In: Duke Mathematical Journal. 118, Nr. 3, 2003, S. 427–463, doi:10.1215/S0012-7094-03-11832-3.
- mit Benson Farb: Teichmüller geometry of moduli space, I: Distance minimizing rays and the Deligne-Mumford compactification. In: Journal of Differential Geometry. 85, Nr. 2, 2010, S. 187–228.
- mit Jeffrey Brock, Yair Minsky: Asymptotics of Weil–Petersson Geodesics I: Ending Laminations, Recurrence, and Flows. In: Geometric and Functional Analysis. 19, Nr. 5, 2010, S. 1229–1257, doi:10.1007/s00039-009-0034-2.
- mit Spencer Dowdall, Moon Duchin: Statistical Hyperbolicity in Teichmüller Space. In: Geometric and Functional Analysis. 24, Nr. 3, 2014, S. 748–795, doi:10.1007/s00039-014-0265-8.
- mit Serge Tabachnikov: Rational billiards and flat structures. In: Handbook of dynamical Systems. Band 1, Elsevier, 2002, S. 1015–1089.